# BELLRING少女ハート
BELLRING少女ハート（ベルリンしょうじょハート）は、日本の女性アイドルグループ。通称ベルハー。2012年結成、2016年「崩壊」。2023年新体制で活動開始。
当記事では、2022年4月から2023年1月まで期間限定で活動したBELLRING少女ハート '22（ベルリンしょうじょハートにじゅうに）についても記述する。

## 概要
アイドル育成プロジェクトとしてスタートしたクリムゾン印刷がプロデュースするアイドルユニットで、2012年4月8日にライブデビュー。
60年代のレトロなサウンドやサイケデリックからブチ上げロックまでをこなし、「東京最狂」とも呼ばれたステージでの変幻自在ぶりが話題に。コーチェラ・フェスティバル出演を目標としていた。
2016年12月31日をもって活動休止。後に「崩壊」と呼ばれることになる。2017年2月、カイ、仮眠玲菜と新たに加入したメンバーにより、改名という形で楽曲を継承した「There There Theres」（のちに「THERE THERE THERES」に表記変更）が結成。
2022年4月8日、結成10周年を記念して、過去の楽曲がサブスクリプションサービスで配信開始。同日、渋谷Spotify O-nestで開催された「Grave Robbery」にて、AqbiRec所属のMIGMA SHELTER・NILKLYのメンバーから選抜された「BELLRING少女ハート '22」としてのライブを行い、期間限定で活動することを発表。2023年1月8日をもって、BELLRING少女ハート '22の活動を終了。
2023年4月より、2022年12月にBELLRING少女ハート '22に加入した葵みととオーディションで選ばれたメンバーにより新たなBELLRING少女ハートの活動を開始。マネージメントはディスクユニオンのLonesome Recordが担当するとしていたが、レーベル主宰の小林健太郎（こばけん）がディスクユニオンを退職、新たに設立したMELTRECが担当している。

## メンバー

### 現メンバー
| メンバー                    | 誕生日                | メンバーカラー | 備考                                                                          |
| --------------------------- | --------------------- | -------------- | ----------------------------------------------------------------------------- |
| 葵 みと あおい みと         | 2003年9月3日（21歳）  | 赤色           | BELLRING少女ハート'22メンバー                                                 |
| 東雲 こずゑ しののめ こずゑ | 2005年6月22日（20歳） | 水色           | 仮称：グミちゃん                                                              |
| 服部 つばめ はっとり つばめ | 4月26日               | オレンジ色     | 仮称：パンケーキちゃん やついフェス2020公式キャンペーンガール（「れいちも」） |
| 富永 咲良 とみなが さくら   | 12月1日               | 白色           | 2023年11月7日加入                                                             |

### 旧メンバー
| メンバー              | 誕生日                | メンバーカラー | 活動期間                   | 備考               |
| --------------------- | --------------------- | -------------- | -------------------------- | ------------------ |
| 瀬名 姫羽 せな ひめは | 2008年7月13日（17歳） | 紫             | 2023年4月 - 2024年11月22日 | 仮称：トマトちゃん |

### 2012年 - 2016年

#### 最終メンバー
- 朝倉 みずほ
  - オリジナルメンバー。
  - 2016年12月31日卒業。「麻宮みずほ」名義でTHE 夏の魔物として活動後、AqbiRecに復帰、THERE THERE THERESに加入。解散後はTRASH-UP!! RECORDSに移籍、ソロユニット・ATOMIC MINISTRY、SAKA-SAMAサポートメンバーとして活動。2022年12月、AqbiRecに再び復帰、Finger Runs結成に参加。
- 柳沢 あやの
  - 2013年9月21日加入。
  - 2016年12月31日卒業。2017年4月2日、「CLOCK & BOTAN」名義でソロプロジェクトを始動。2018年4月グーグールル結成。
- 甘楽
  - 2015年3月16日加入。
  - 2016年12月31日卒業。卒業後、MIGMA SHELTERを結成[8]。2017年2月25日「ヨネコ」に改名[9]。2018年2月卒業。以後ソロで活動。現・ん・フェニ。
- カイ
  - 2013年9月21日加入。
  - THERE THERE THERES解散後はTRASH-UP!! RECORDSに移籍、2020年9月までソロで活動。2022年現在AqbiRecスタッフ。
- 仮眠 玲菜
  - 2015年3月16日加入。加入当初は「仮ちゃん」名義で、2015年10月25日に仮眠玲菜に改名。
  - There There Thers結成時に「有坂玲菜」に改名。解散後はレーレに改名、MIGMA SHELTERに加入。

#### 旧メンバー
- 鈴原 なな
  - オリジナルメンバー。
  - 2012年4月8日脱退。
- 桑瀬 秀梨
  - 2012年8月2日加入。
  - 2012年10月7日脱退。
- 土谷 りな
  - オリジナルメンバー。
  - 2013年2月28日解雇。
- 仲野 珠梨
  - オリジナルメンバー。
  - 2015年2月28日離脱。
- 美月 柚香
  - オリジナルメンバー。
  - 2015年2月28日離脱。
- TIRA
  - オリジナルメンバー。
  - 2015年8月16日卒業。2022年8月6日から2023年4月16日まで、里咲りさプロデュースのアイドルグループ「#heisha」のメンバーとしてアイドル活動。
- 藤城 アンナ
  - 2015年3月16日加入。
  - 2015年11月15日脱退。脱退後は「ICE CREAM SUICIDE」、「CY8ER」のメンバーとして活動した。
- 宇佐美 萌
  - 2012年12月8日加入。
  - 2016年2月1日卒業。

### BELLRING少女ハート'22
| メンバー                  | 誕生日  | メンバーカラー | 備考                                |
| ------------------------- | ------- | -------------- | ----------------------------------- |
| 小河原 唯 おがわら ゆい   | 2月1日  | ピンク         | 小笠原唯（元NILKLY、現Finger Runs） |
| 橘田 あまね きった あまね | 3月25日 | 青             | タマネ（MIGMA SHELTER）             |
| 新倉 のあ にいくら のあ   | 9月10日 | 赤             | ブラジル（MIGMA SHELTER）           |
| 美波 未優 みなみ みゆう   | 5月2日  | 緑             | ミミミユ（MIGMA SHELTER）           |
| 葵 みと あおい みと       | 9月3日  |                | 2022年12月31日加入                  |

## スタッフ
- 田中 紘治
  - ディレクター。ベルハーの楽曲・MV制作。
  - 株式会社AqbiRec代表取締役。
  - 映像クリエーターであり、番組制作に携わったももいろクローバーのライヴに衝撃を受けて、アイドルに興味を持つようになった。
  - 映像クリエーターとしての代表作：BiS「nerve」「パプリカ」（MV制作）、「ももえび学園〜ももいろクローバーの部」（演出・編集）、「アフィリア・サーガ・クエスト」（演出・編集）等
  - 作曲はすべて鼻歌で行い、アレンジャーに渡している[10]。「空五倍子」（うつぶし）のペンネームで作詞も担当[11]。

- BUTCH
  - ビッグウェーブ担当。2008年のiPhone発売時に3日前から並び、街頭インタビューされた際の発言「乗るしかない このビッグウェーブに」がネットで有名であり、ベルハーのライブでも煽り文句として使われている。

## 来歴

### 2011年
- 10月22日、運営発足。
- 12月11日、楽曲制作陣が固まり、オーディションを開始。

### 2012年
- 2月3日、ユニット名が「BELLRING少女ハート」に決定。初期メンバーを発表。
- 4月8日、中野WEST END STUDIOにて初ライブ。鈴原ななが脱退。
- 4月15日、高円寺スタジオKにて2回目のライブ。
- 5月13日、初めての主催ライブ。「the Edge of Goodbye」初披露。
- 6月23日、メンバーがゾンビ映画「モラトリアム」にゾンビ役でエキストラ出演。
- 7月1日、アイドル横丁夏祭り!!出演。「yOUらり」初披露。
- 7月3日、「ALL THE YOUNG GIRLS AT SHELTER 下北沢納涼船」（下北沢shelter）にて、LIVE後フロアに降りてスイカ割りをした。
- 8月2日、仲野珠梨生誕ライブで新メンバー・桑瀬秀梨が初登場。卒業制作を優先するため土谷りなが活動自粛。
- 8月26日、1stシングル「Negative EP」発売。
- 10月7日、としまえんにて桑瀬秀梨脱退ライブ。ラストの「the Edge of Goodbye」でメンバーがステージから降りて走り回り、会場スタッフに全力で追い回される。
- 10月16日、2ndシングル「Reversal EP」発売。
- 11月1日、新メンバー・宇佐美萌の加入をTwitterで公表するも大炎上。そのドサクサで初ワンマンライブの決定を公表。
- 11月11日、「サーカス＆恋愛相談」MVを撮影。どしゃ降りの中、エキストラとして50名程度のファンが参加。
- 11月17日、ベルハー初のお給仕イベント「BELLT!P2&少女カフェ」（秋葉原バンキンヤ）開催。メンバーがメイド姿でお給仕、1人ずつカラオケ熱唱、さらにミニライブもあった。BUTCH氏も“BUKKOO”の名でメイドではなくチアガール姿でお給仕に参加した。
- 12月8日、渋谷DESEOにて新メンバー・宇佐美萌お披露目ライブ。
- 12月19日、3rdシングル「Tricera EP」発売。タワーレコード11店舗で取扱い。
- 12月20日、代官山UNITにて「TOKYO BOOTLEG vol.36」出演。

### 2013年
- 1月5日、タワーレコード新宿店にて「Tricera EP」インストアイベント。約150名の動員。
- 1月12日・13日、初の大阪遠征。Especia、いずこねことのスリーマン「えすぺにゃんはーと」開催。
- 2月15日、「朝倉みずほ生誕　みずほの『み』は、みんなの『み』〜ごはん炊けたよ〜」（新宿MARZ）にてセーラー服+黒い羽根の衣装初披露。以降この衣装が定着。衣装デザインはシンガーソングライターの橋爪もも。みずほはラスト1曲the Edge of Goodbyeをペンギンの着ぐるみでパフォーマンス[12]。
- 2月23日 - 26日、メンバーのテスト期間や一時帰国が重なり、朝倉みずほと宇佐美萌の２人で活動。
- 2月28日、土谷りながクビになる。
- 3月1日、「サーカス＆恋愛相談」MV公開。
- 4月14日、渋谷WWWにて初のワンマンライブ「ボクらのAnniversary」開催。316名を動員。
- 4月24日、「最後のWednesday」（高田馬場ムトウ楽器店）、閉店するムトウ楽器店の最後の水曜日に無料ミニLIVEとチェキ会を開催。メンバーとヲタちゃんがハンマーで棚を破壊した。
- 5月12日、4thシングル「Spacetime EP」発売。目黒鹿鳴館で月イチ主催ライブ「からふりゅ」がスタート。初回のゲストは柊木りお、さっちゃん。
- 5月18日、TIRA生誕ライブにて、朝倉みずほの活動休止とTIRAの台湾帰国が発表される。
- 6月15日、140人限定！BELLRING少女ハート×ゆるめるモ！船上ツーマンライブ「ベルめるモ！〜少女たちのナイトクルージング〜」（sld-cruise ROSE）開催。来場者にはベルハーが歌うなつ おん ぶるーとゆるめるモん、ゆるめるモ！が歌うShout!!!とthe Edge of Goodbyeを収録したCD-Rが配布された。
- 6月16日、タワーレコード新宿店のインストアライブにて朝倉みずほが復帰。
- 6月24日、1stアルバム「BedHead」がOTOTOYより先行配信[13]。
- 7月20日、阿佐ヶ谷ロフトAにて1stアルバム「BedHead」の全曲ライブ。
- 7月27日、TOKYO IDOL FESTIVAL 2013に出演。
- 8月5日、TOWER RECORDS『アイドル企画〈NO MUSIC, NO IDOL?〉第38弾ポスター』に決定[14]。
- 8月10日、アルバム「BedHead（初回限定盤）」CD発売。全国流通となる。
- 8月18日、美月友華がライブ中に右足首を剥離骨折。同日の下北沢SHELTERにおけるBiSとのツーマンライブには車椅子で出演するも10月12日まで活動休止。
- 8月31日、BUBKA10月号をタワーレコード新宿店・渋谷店・秋葉原店で購入した人に吾妻ひでお描き下ろしのBELLRING少女ハートポストカードプレゼント開始。
- 9月6日、USTREAMで新メンバー・柳沢あやの、カイの加入を公表[15]。
- 9月14日・15日、夏の魔物 - AOMORI ROCK FESTIVAL'13に出演。高速道路が通行止めのため遅刻。あわや出演できなくなりかけた。青森から金沢までの片道バスツアー「バス、それは楽しい」を敢行。
- 9月21日、渋谷DESEOにて新メンバー・柳沢あやの、カイのお披露目ライブ[16]。
- 10月12日、新宿MARZのライブにて美月友華が復帰。
- 10月27日・28日、初の海外公演で台湾へ。5か月ぶりに再会したTIRAとフルメンバーでライブを行う[17]。
- 12月9日、初主演映画「BELLRING少女ハートの6次元ギャラクシー」制作のためにクラウドファンディングによる資金支援応募を開始。開始からわずか3日ほどで目標額の150万円を突破し[18]、最終的には目標額の倍以上の346万8777円を集めた。

### 2014年
- 1月22日、5thシングル「Untouchable EP」発売。
- 3月1日・2日、初の北海道遠征。
- 3月3日、「QUATTRO MIRAGE vs @JAM vol.1」（渋谷 CLUB QUATTRO）にて、髭と2マンLIVE。
- 4月3日、後藤まりこ(ストロングスタイル) vs アイドルシリーズ「東高円寺 サーチ＆デストロイ 3日目」（東高円寺二万電圧）にて後藤まりこと２マンLIVE。
- 4月28日、初主演映画「BELLRING少女ハートの6次元ギャラクシー」の完成披露試写会[19]。
- 4月29日、「TOKYOアイドルパーク in 日比谷」（日比谷公園）にて、LIVEの前に参加した起震車体験で転げ回ったり写真撮ったり乾パンを食べたり客に投げたりする姿が“自由過ぎる”と話題に。
- 5月6日、「ウタ娘プレミアムライブ in 渋谷公会堂」出演。「the Edge of Goodbye」でメンバーとファンが２階席や会場の外まで走り回った結果、危険と判断され、ライブを強制終了させられる。
- 5月11日、6thシングル「Killer Killer EP」発売[20]。
- 5月13日、吉祥寺バウスシアターにて「BELLRING少女ハートの6次元ギャラクシー」のワールドプレミア爆音上映。5月17日よりレイトショー公開。
- 6月8日、渋谷CLUB QUATTROで2ndワンマンライブ「Stepping Stone」開催[21]。チケットは完売。
- 6月24日、「ゼロから聞けるアイドル運営トークイベント」（高田馬場BSホール）に田中ディレクター、佐々木光マネージャー、朝倉みずほが出場。佐々木マネージャーとみずほはメイド姿だった。
- 7月5日、「喫茶ベルめるモ！」（高田馬場BSホール）開催。ベルハーとゆるめるモ!のメンバーがメイド姿で登場。ライブ上映やトークショー、メンバーが作るたこ焼き、焼きそば、かき氷他が食べられるフードコートなどが楽しめた。
- 7月19日 - 21日、新潟・秋田・青森を回るバスツアー「バス、それは楽しい2」を敢行。21日に出演した「AOMORI ROCK FESTIVAL '14～夏の魔物～」では、メンバーが屋内ステージを飛び出し、野原を駆け回った。
- 7月26日、「からふりゅ Vol.12」にて、美月友華が美月柚香に改名。
- 8月2日・3日、TOKYO IDOL FESTIVAL 2014に出演。
- 8月6日、DOMMUNEの吉田豪と杉作J太郎の番組「JGO」に仲野珠梨、柳沢あやの、カイが歌ゲストとして出演。プラスチック21g、BedHead、ダーリン、Crimson Horizonをパフォーマンス。
- 8月24日、「からふりゅ Vol.13」にて、朝倉みずほとのゆるめるモ!のちー坊のユニット「Escalator or Elevator」、通称「エスエレ」が初ライブ。
- 9月14日、「TOKYOPLAYGROUND vol.6」（LIVE labo YOYOGI）にて、ライムベリーとc.a.n.d.y.を2度コラボ。
- 9月23日、ラフォーレミュージアム六本木で行われた「ウタ娘プレミアムライブ２部」にて、ファンと警備スタッフが衝突。音響が止められてしまうが、メンバーはアカペラでライブをやり通した。
- 10月18日、２マン企画「Communication 後藤まりこ×BELLRING少女ハート」開催。
- 10月31日、7thシングル「EPEP EP」発売[22]。
- 12月11日、新宿LOFTで開催された映画製作資金ライブ「ボクらのロードショー・木曜編」にて、仲野珠梨と美月柚香が2015年2月末にグループを離脱することを発表[23]。
- 12月27日、2ndアルバム「UNDO THE UNION」発売。

### 2015年
- 1月17日放送のテレビ朝日「アイドルお宝くじ」でthe Edge of Goodbyeをパフォーマンス。毒霧、客の上をサーフ等するも45秒程しか映らず結果も5組中5位。しかし後にCS版のアイドルお宝くじではフルで放送され、総集編では“会場に衝撃を与えたで賞”の第3位に選ばれた。
- 2月10日、BELLRING少女ハート主催ライヴ「イビザ☆Night～田中紘治生誕祭～」（新宿　MARZ）開催。act.:ヒロネちゃん/KOTO/BELLRING少女ハート。
- 2月19日 - 28日、仲野珠梨ベルハー離脱企画 10日間連続ライブ「Shigeru充」開催[24]。この間、仲野珠梨の為に作られた楽曲「Cherry」が歌われた。
- 3月2日、新メンバー追加募集を公式サイトにて発表（応募期間：3月2-4日、面接：3月5日）。
- 3月16日、新メンバー・甘楽、仮ちゃん、藤城アンナの加入を発表。3月29日に10時間ライブ「Shinmen充」の開催を同時発表[25]。
- 3月24日、下北沢GARDENにて新メンバー・甘楽、仮ちゃん、藤城アンナのお披露目ライブ。
- 3月31日、2マン企画「あくび〜BELLRING少女ハート＆神聖かまってちゃん」（渋谷CLUB QUATTRO）開催。
- 4月4日、「IDOL AND READ 003発売記念トークイベント＆サイン会」（越谷レイクタウンヴィレッジヴァンガード+PLUS）にて、カイのトークショー＆サイン会開催。元メンバーの仲野珠梨、美月柚香も見に来ていた[26]。
- 4月29日、2マン企画「あくび〜BELLRING少女ハート＆川本真琴withゴロニャンず〜」（新宿LOFT）開催。
- 5月23日、minus(-)主催2マンLIVE「verdant」（高崎club FLEEZ）開催。アンコールでの「Telephone Operator」のセッションが話題に。
- 5月28日、OTOTOYから「13 WEEKS LATER EP」ハイレゾ配信開始。１週間でOTOTOY年間チャート２位に。
- 6月24日、ミニアルバム「13 WEEKS LATER EP」をリリース[27]。
- 6月27日、後にasthmaになる「ベルハー新曲オケ公開レコーディング」（目黒鹿鳴館）開催。メンバーは不在。
- 6月29日、BELLRING少女ハートをモデルとした架空のアイドルグループ、"HELLRING乙女パート"が作中に登場する、真鍋昌平の読切漫画「アガペー」がヤングマガジンに掲載される[28]。
- 7月5日、「IDOL ISLAND CRUISE 船上のベルめるモ！〜リターンズ〜」（ROSE号）開催。雨の為、船上デッキでのLIVEが船内に変更された。
- 7月12日、新宿MARZ presents「BELLRING少女ハート×溺れたエビの検死報告書」（新宿MARZ）開催。
- 8月1日、ベルハー主催でminus(-)との2マンLIVE「煩悩警告」（新宿BLAZE）開催。
- 8月9日、2マン企画「あくび in SAPPORO〜BELLRING少女ハート＆最終少女ひかさ〜」（札幌DUCE）開催。
- 8月16日、台湾ワンマン公演「鐘鈴少女心（べるりんしょうじょはーと）」開催。同日にTIRAの卒業を発表。
- 9月12日、「AOMORI ROCK FESTIVAL’15〜夏の魔物〜」に出演。3年連続の出演で初のヘッドライナーを務める。
- 9月18日、自主企画「消エル赤血球」にて宇佐美萌が2016年2月1日に卒業すると発表[29]。
- 10月18日、「idp magazine発売記念 BELLRING少女ハート SPINNS来店イベント」（SPINNSアメリカ村店）開催。
- 10月25日、TSUTAYA O-nestで開催された自主企画「NAMIHEI-ONDO」にて仮ちゃんの正式名称が仮眠玲菜(かみんれいな)に決定。
- 10月28日、TwitCastingの配信にて藤城アンナが2015年11月15日のライブをもって脱退することを発表[30]。
- 11月15日、『LOFT MUSIC & CULTURE FESTIVAL2015』にて藤城アンナが脱退。
- 12月10日、流しライブ企画「あーやん＆れーれのアイドルは世につれ、世はアイドルにつられ〜」開催。事前に募集で選ばれた6店鋪に柳沢あやのと仮眠玲菜が“あやれれ流し”と称してはしご。1店鋪2曲ずつ計12曲を披露。この模様はツイキャスで約6時間半に渡り生配信された。
- 12月19日、遠征流し企画「ベルハーがやって来るカァ！カァ！カァ！栃木あーやん＆れーれ編」（新生姜ミュージアム）にて、「大野勢太郎 HYPER RADIO (NACK5)」「RADIO BERRY (FM栃木)」の公開収録と流しライブを行い、12月21日の産経新聞(栃木版)にその様子がカラー写真付き記事で載った。

### 2016年
- 1月2日、三部作ワンマン第一弾『Q』（Zepp Tokyo）開催。
- 1月17日、「ワンマンQ反省オフ会」（茨城竜神大吊橋）にて、BEYONDのジャケット撮影時に唯一バンジージャンプが出来なかった柳沢あやのがリベンジに成功した。
- 1月22日、ベルハーもえちの卒業旅行ライブ「いいにおいのする卒業旅行」（東心斎橋CONPASS）にてベルハー×山本精一×Vampilliaの３マンLIVE開催。
- 2月1日、「もえち卒業ライブvol.3」（SHIBUYA WWW）にて宇佐美萌が卒業[31][32]。
- 2月6日の名古屋から目黒、鹿児島、新宿、横浜、そして3月29日の梅田までの特典会は、3rdアルバム『BEYOND』にちなみ、客にくわえさせたゴムをメンバーが引っ張ってゴムパッチンする「びよ〜ん会」を実施。
- 2月10日、2マン企画「あくび〜田中D生誕Special〜BELLRING少女ハート＆戸川純」（新宿LOFT）開催。
- 2月17日、3rdアルバム『BEYOND』をリリース。開くとCDがバンジージャンプする仕様。
- 3月27日、「BULK.01」（新宿LOFT）にてMERZBOWとコラボ。
- 4月3日、「[nest20周年記念公演}トリプルファイヤー×ベルハー」（渋谷O-nest）開催。
- 4月6日、朝倉みずほがパーソナリティを務める「みずほのほ〜ベルハー放送局〜」（AIR-G' FM北海道）放送開始。
- 4月7日、柳沢あやのと仮眠玲菜がパーソナリティを務める「ボクらのウエンズデイ」（FMヨコハマ）放送開始。
- 4月9日、BELLRING少女ハート×めいどりーみん 新宿東口店コラボイベント「ベル♡どりーみんSNJK」開催。
- 4月20日、カイ、あヴぁんだんどの宇佐蔵べに、元たまの石川浩司が「えんがわ」を結成。1stシングル「おばんざいTOKYO／オー・シャンデリぜ」をリリース。カイじいちゃん、べにばあちゃん、石川くんのアイドルユニット。
- 4月21日、アップアップガールス（仮）との２マン「DOUBLE COLOR session12 by Good Vibrations CROWS」（新宿BLAZE）開催。フロア右半分にベルハーファン、左半分にアプガファンと分けて入場という珍しいスタイル。ラストでベルハーのGIGABITEとアプガのパーリーピーポーエイリアンを全員でコラボ。このLIVEは今もPigooオンデマンドで観る事ができる[33]。
- 4月23日、リフト、モッシュ、サーフ禁止のイベント「TOKYO IDOL WARS 2016〜群雄割拠〜」（新木場STUDIO COAST）のメインステージ3曲目のrainy danceでリフト、サーフが起こった為に音楽が消され、残りの2曲(ROOM24-7、low tide)を音楽無しでパフォーマンス。カイ以外の4人は泣きながらパフォーマンスをした。その後の野外ステージは止まる事なく無事終了できた。
- 4月29日、みんなでつくるリアル脱出ゲーム＠ニコニコ超会議2016{DAY1}（幕張メッセ）に出演。全員猫になったまま部屋から脱出を試みるというもの。生配信もされた。その後は会場内でBのビラ配りをした。
- 4月30日、三部作ワンマン第二弾『B』（TDCホール）開催。
- 5月4日、BELLRING少女ハート×めいどりーみん なんば店コラボイベント「ベル♡どりーみん大阪」開催。
- 5月7日、「チケット買ってくれた人にベル♡どりーみんで覚えたヲタ芸をみずほプロが対面で教えるよ」（代々木公園原宿門付近）開催。朝倉みずほのみ参加の当日夜に行われるワンマン「絶望音楽祭」の手売りイベント。買うと一対一でみずほプロにヲタ芸をレクチャーしてもらえたがネタが尽き、途中からベルハー曲の振りコピや歌唱のリクエストもOKになった。最後はギター弾き語り「長渕の“ずっと好きだったんだぜ”」で締めた。
- 5月16日、「AbemaPrime」（AbemaTV）の中２ニュースコーナー“中２取材！地下アイドルの熱狂ファン”に、“歌は下手で踊りも学芸会以下”という紹介で出演。絶望音楽祭の様子も放送され、さらにスタジオにも仮眠玲菜を除く4人が生出演した。
- 5月22日、観覧無料ワンマン「ベルヨコ」（タワーレコード横浜ビブレ店）開催。開店から閉店(11:00〜22:00)まで11時間にも及ぶインストア爆音ワンマン。途中店内照明が消えたり、圧縮でスピーカーが倒れそうになる等があったが無事終了。あまりの盛り上がりに滅多に褒めるコメントをしない田中Dも「メンバーとフロアを見てるともっと曲を作りたいと思うよ」とツイート。
- 5月30日、エンタメNEXTの連載記事「マーティ・フリードマン★鋼鉄推薦盤」にて、“『すなっちゃん・なっぽー』はバカと天才の紙一重的１曲!?”という見出しで記事が掲載された[34]。
- 6月7日、「The Victim」を制作したminus(-)森岡賢の突然の訃報を受け、「本格音楽女子祭-其の十八-」（渋谷TSUTAYA O-east）でタナトスとマスカレードを途中で止め、最後にThe Victimを急遽パフォーマンスした。
- 6月9日、みずほのほ〜ベルハー放送局〜に初のゲストとして濱田マリ出演。
- 7月2日、「ベストアルバム発売記念イベント」（タワーレコード新宿店）にトークゲストで濱田マリが登場。
- 7月3日、「The Power Of … Vol.2」（新宿SAMURAI）にて、ライムベリーとasthmaを初コラボ。
- 7月9日、「BULK・期末」出演：校庭カメラガールツヴァイ、挫・人間、DOTAMA（TSUTAYA O-nest）開催。
- 8月5日、TOKYO IDOL FESTIVAL2016（お台場・青海周辺エリア）のSMILE GARDENステージ1日目のトリを務める。
- 8月12日、カイが「カイバンド」を結成＆バンドメンバー募集を発表。きっかけはカイが「オーディションの審査員をやってみたい」と言った事から。後にバンド名は諸々の事情で「カイちゃんバンド」に変更。
- 8月14日、「BULK・脳天」出演：Have a nice day!、どついたるねん（下北沢GARDEN）開催。
- 8月15日、タワーレコード新宿店始動のアイドル企画＜NO MUSIC,NO IDOL?＞VOL.125で2度目のコラボ。５種類のオリジナルポスターを「BEST BRGH」を予約、購入客に先着プレゼントされた。コラボグッズ(Tシャツ、デカ缶バッジ)も発売。
- 8月16日、初のベストアルバム『BEST BRGH』をリリース。5人体制での新録音。
- 8月20日、以前から夏のアッチェレランドとrainy danceをカヴァーしていたRYUKYU IDOLが、1日で10組のアイドルと対バンする「琉ドル死闘十番勝負」（新宿SAMURAI）を開催。十番目のラスボスとしてベルハーが登場。ラストにアッチェレ→rainyで締め、本家のパフォーマンスを魅せた。一方、琉ドルは五番勝負のヤなことそっとミュートとの対決でアッチェレ→rainyを披露した。
- 8月28日、「ベルハー・イン・ザ・ベスト」（新宿MARZ）にて2度目のヲタちゃん生誕。ヲタクがステージ上で両手縛り＆目隠しされたままthe Edge of Goodbyeが始まり、サビ直前でメンバーに顔面ケーキされ押されてフロアにダイブさせられるという手荒い生誕祝いだった。
- 8月29日、「AbemaPrime 『100回記念3時間大反省会SP アベプラは地球を救う？(仮)』」（AbemaTV）に出演。スタジオでROOM24-7を生披露。
- 9月8日、“ベルハーにも出来る社会貢献”として、カイが衣装のまま献血体験。記念Tシャツも発売。
- 9月15〜17日、甘楽初の個展「MY GIRLY』（デザイン・フェスタ・ギャラリー原宿）開催。
- 9月17日、「ベルハーちゃん秋の虫とりオフ会」（新宿中央公園→代々木公園）開催。
- 9月19日、アイドル甲子園（新宿BLAZE）にて、長い事やっていなかったOlange Slumbersが新振り付けで復活。
- 10月1日、「AOMORI ROCK FESTIVAL'16 〜夏の魔物〜 10周年記念大会」（青森県東津軽郡平内町夜越山スキー場）にて、リングの魂ステージのトリを務める。記念として夏の魔物とのコラボ「ベルモン」のTシャツと缶バッジ発売。会場にメンバー計５種+シークレット1種が入った缶バッジガチャマシンが置かれた。
- 10月9日、サーカス＆恋愛相談 カラオケ配信記念オフ会（JOYSOUND新宿西口店）開催。その後みずほはネット生放送「夏の魔物2016 大反省会SP」（虎ノ門ポニーキャニオン本社１F）に出演。
- 10月10日、「OTOMORE X 10月」のイベントにて、柳沢あやの、朝倉みずほが年内いっぱいで卒業し、グループも年内をもって活動休止を発表。活動休止後にオーディションで選ばれる新メンバーを加えた新体制での活動再開を予定している。[35]。
- 10月11日、「アイドル公開オーディション」（新宿LOFT BAR）開催。審査員は田中紘治(BELLRING少女ハート アートディレクター)、BIKKE(TOKYO No.1 SOUL SET)、BUTCH、里咲りさ、西澤裕郎(OTOTOY)、望月慎之輔(新宿LOFT)。活動休止発表の翌日という事もあり終始重苦しい雰囲気での公開オーディション。結果合格者はゼロ。この時の参加者には後のめろん畑 a go goの中村ソゼ、SAKA-SAMAのDr.まひるん、会心ノ一撃の待雪アイリ、怠田ユニなどがいた。最後に里咲りさと飛び入り参加してNirvanaのSmells Like Teen Spiritを歌って重い空気を吹き飛ばしたきたしんはこの当時ベルハーのヲタクだったが後にAqbiRecのスタッフになった。
- 10月29日、渋谷にて「ハロウィンごみ拾いボランティア※重大発表あり」開催。メンバーは衣装で参加だったがハロウィン前日の為に違和感は無かった。重大発表とは12月22日に赤坂BLITZワンマン決定！の事。
- 11月3日、「普通じゃないアイドル達が日芸の三賀日を祝いに来る！」（日本大学芸術学部江古田校舎大ホール）にて、えんがわが清竜人25と無料2マンLIVE。ベルハー曲はWIDE MINDとBedHeadを披露した。
- 11月9日、二丁ハロ×BELLRING少女ハート「if idol comes 2chome vol.2」（新宿２丁目AiSOTOPE LOUNGE）にてコラボ。ミキティー本物＆みずほ＆あーやんが「ニッポン饅頭」(LADYBABY)、ぺいにゃむにゃむ＆カイが「カモメが翔んだ日」(渡辺真知子)、きまるモッコリ＆甘楽＆れーれが「my cut」(maison book girl)をパフォーマンス。この日の為にコスチュームも制作した。
- 11月14日 - 12月31日、朝倉みずほ・柳沢あやの卒業＆BELLRING少女ハート活動休止直前企画『Shallow Grave』を開催（全10回）
- 11月17日、BELLRING少女ハート×吉田豪緊急トークライブ（渋谷LOFT9）開催。
- 11月19日、甘楽写真集「おこめ」発売記念イベント（中野ロープウェイ２号店）開催。
- 12月2日、「あんナイト予選会」（渋谷Milkyway）のスペシャルゲストとして朝倉みずほがソロライブ。全10曲約45分のステージ。
- 12月19日、甘楽が年内をもって卒業し、田中紘治がプロデュースする新しいグループへ移籍して活動することを発表[8]。
- 12月22日、ワンマンライブ『BABEL』（赤坂BLITZ）開催。同日、8thシングル『Spine EP』、写真集『AROUND THE WORLD』を会場先行販売。同ライブ中、2017年からグループ名を変更して活動していく事が発表された。
- 12月23日、12月2日に行われた朝倉みずほソロライブ用に作られた“みずほ命Tシャツ”が路上に落ちていたというツイートから始まり、その後別の場所で発見され、それを知ったヲタクがBABELのチケットを添えて置いたらそれを持ち帰った人が実際にライブを観たという事が“togetter”にまとめられて話題に[36]。
- 12月29日、「ボクらのウエンズデイ」（FMヨコハマ）最終回。あーやんが泣きっぱなしの放送だった。
- 12月31日、音楽WEBサイトOTOTOYにて新曲『2SoundDown』を配信限定リリース[37]</ref>ING少女ハート、新曲を緊急ハイレゾ配信|newspaper=OTOTOY|date=2016-12-31|accessdate=2017-1-5}}</ref>。5人体制最後のワンマンライブ『HELLO WORLD』（TSUTAYA O-nest）にて活動休止。

### 2017年
- 1月3日、お台場で開催された『NEW YEAR PREMIUM PARTY 2017』にHELLRING乙女パートとして出演。活動休止前に主催者側から出演オファーがあったが、2016年で活動休止した経緯から別名義（真鍋昌平「アガペー」に登場する架空のアイドルグループ。BELLRING少女ハートがモデル）での出演となった[38]。
- 1月7日、Spine EPのリリースイベントが新宿タワーレコードで行われ、柳沢あやの・カイ・甘楽が“元BELLRING少女ハート”として出演(朝倉みずほはTHE夏の魔物に加入、仮眠玲菜は鹿児島に帰省した為)。衣装は着ず、私服でLIVEパフォーマンスを行った。
- 1月10日、「BELLRING少女ハート新メンバー＆AqbiRec新ユニットメンバー　最終オーディション！」（渋谷LOFT9）開催。結果、春野さ子とコマチが合格。春野はソロ、コマチはMIGMA SHELTERに加入した。
- ２月3日、ブックファースト新宿店イベントスペースにて「WWB2016発売記念 BELLRING少女ハート(カイさん・仮眠玲菜さん)×金子山さん スライドショー＆サイン会」開催。
- ２月25日〜、池袋ジュンク堂本店９階スペースにて、金子山氏撮影のベルハーの写真展示開始。WWB2016とAROUND THE WORLDのアザー写真で構成。
- 10月6日、ベルハー写真集予約開始記念「ストロボダンス」（目黒鹿鳴館）にて、柳沢あやの、藤城アンナ、ヨネコ(甘楽)、カイ、有坂玲菜(仮眠玲菜)が夏のアッチェレランドとasthmaを披露。
- 11月23日、BELLRING少女ハートのライブの模様を収めた「小野啓写真集『暗闇から手をのばせ Reach out and touch faith』」予約イベント「ストロボダンス2」を新宿ロフトで開催。There There Theres、へっぽこーず（柳沢あやの、藤城アンナ）に加えて、トークゲストとして元メンバーのヨネコ（ex.甘楽）、宇佐美萌、美月柚香、仲野珠梨が参加。

### 2018年
- 2月2日 - 16日、「金子山のワイワイ展示in白金高輪ボヘミアンホテル！」（白金高輪ボヘミアンホテル）にて、ベルハー写真展示開始。階段の壁に多数プリントされた。2月3日にはCLOCK & BOTAN（柳沢あやのソロ）のLIVEも行われ、ベルハー曲（或いはドライブミュージック・いんざれいん、いんざだあく・UNDO・asthma）他を披露。
- 2月8日、ヨネコ卒業直前企画「OKOME RAVE」（TSUTAYA O-nest）にて、ヨネコ(甘楽)と柳沢あやのが憂鬱のグロリアとチャッピーを披露。
- 4月6日 - 28日、小野啓 写真展「暗闇から手をのばせ」（ビジュアルアーツギャラリー大阪）開催。

### 2019年
- 12月12日、「ぐるぐるアフターパー↑ティー↑〜あーやん盟友大集合SP〜」（大塚Hearts NEXT）にて、柳沢あやの・朝倉みずほ・カイ・有坂玲菜(仮眠玲菜)・藤城アンナがUNDOとthe Edge of Goodbyeをコラボ。

### 2022年
- 4月8日、結成10周年を記念して、過去の楽曲がサブスクリプションサービスで配信開始。同日Spotify O-nestで開催された「Grave Robbery」にて、「BELLRING少女ハート '22」としてのライブを行った。
- 12月24日、BELLRING少女ハート '22の新メンバー・葵みとの加入を発表[39]。
- 12月27日、BELLRING少女ハート ’23メンバーオーディション開催発表。
- 12月31日、「AQBI DIG - COUNTDOWN」（Spotify O-nest）にて葵みとお披露目。

### 2023年
- 1月8日、「AQBI DIG DEAD OR ALIVE」（新宿LOFT）にてBELLRING少女ハート '22活動終了。このライブでは、「BELLRING少女ハート×BELLRING少女ハート ’22」として、朝倉みずほ、仲野樹梨、柳沢あやの、カイ、仮眠玲菜（レーレ）が「BELLRING少女ハート」名義で出演。
- 4月8日、「MIGMA SHELTER レーレ卒業公演「Last Fantasy」東京編」（新宿BLAZE）にて「BELLRING少女ハート」として1月8日と同じメンバーで出演。
- 4月10日、新メンバー発表[40]。
- 4月16日、「AQBI DIG Rising」（新宿LOFT）にて新体制お披露目。

## 作品

### シングル
| # | 発売日               | タイトル          | 収録曲 | 動画                         |
| - | -------------------- | ----------------- | --- | ---------------------------- |
| 1 | 2012年08月26日 ※廃盤 | Negative EP       | 1. ダーリン 2. yOUらり 3. ボクらのWednesday | -                            |
| 2 | 2012年10月16日 ※廃盤 | Reversal EP       | 1. the Edge of Goodbye 2. 夏のアッチェレランド 3. Re:lease | -                            |
| 3 | 2012年12月19日       | Tricera EP        | 1. サーカス＆恋愛相談 2. D.S.P ～だいすぴッ～ 3. サーカス＆恋愛相談（off vocal） 4. D.S.P ～だいすぴッ～（off vocal）                                                 | サーカス＆恋愛相談 MV        |
| 4 | 2013年05月12日       | Spacetime EP      | 1. アイスクリーム 2. Pleasure ～秘密の言葉～ 3. アイスクリーム（off vocal） 4. Pleasure ～秘密の言葉～（off vocal）                                                   | アイスクリーム live          |
| 5 | 2014年01月22日       | Untouchable EP    | 1. 月の真下でオオカミさんに尋ねました。 2. c.a.n.d.y. 3. ライスとチューニング 懺悔MIX 4. 月の真下でオオカミさんに尋ねました。（off vocal） 5. c.a.n.d.y.（off vocal） | c.a.n.d.y. MV                |
| 6 | 2014年05月11日       | Killer Killer EP  | 1. Crimson Horizon 2. プラスチック21g 3. kUMA GOQLI | -                            |
| 7 | 2014年10月31日       | EPEP EP           | 1. rainy dance 2. 男の子、女の子 3. rainy dance（instrumental） 4. 男の子、女の子（instrumental） 5. 男の子、女の子（off vocal）                                      | ＜備考＞5曲目は4分26秒の無音 |
| 8 | 2015年06月24日       | 13 WEEKS LATER EP | 1. タナトスとマスカレード 2. 無罪:Honeymoon 3. GIGABITE 4. 雛鳥エスカレーション 5. low tide 6. 鉄の街                                                                 | GIGABITE MV                  |
| 9 | 2016年12月22日       | Spine EP          | 1. Beady Riot 2. コミュニケーション・カウントダウン | -                            |

### 配信シングル
| # | 発売日         | タイトル   | 備考                     |
| - | -------------- | ---------- | ------------------------ |
| 1 | 2015年11月10日 | Asthma     | 7人体制Ver./期間限定販売 |
| 2 | 2016年12月31日 | 2SoundDown |                          |

### アルバム
| # | 発売日         | タイトル       | 収録曲 | メンバー／動画                                                                           |
| - | -------------- | -------------- | --- | ---------------------------------------------------------------------------------------- |
| 1 | 2013年08月10日 | BedHead        | 1. World World World 2. the Edge of Goodbye 3. D.S.P ～だいすぴッ～ 4. ボクらのWednesday 5. Shout!!! 6. ライスとチューニング 7. 夏のアッチェレランド 8. Pleasure ～秘密の言葉～ 9. サーカス＆恋愛相談 10. yOUらり 11. BedHead 12. ダーリン 13. アイスクリーム 14. Tech Tech Walk 15. WIDE MIND                             | TIRA 朝倉みずほ 仲野珠梨 美月友華 宇佐美萌                                               |
| 2 | 2014年12月27日 | UNDO THE UNION | 1. Starlight Sorrow 2. プリティ・シャロウ 3. クロノスの鎌 4. rainy dance 5. Orange Slumbers 6. kUMA GOQLI 7. c.a.n.d.y. 8. get rid of the Chopper 9. 月の真下でオオカミさんに尋ねました。 10. ヒバリの空 11. プラスチック21g 12. 男の子、女の子 13. Karma 14. タンジェリン細胞 15. Crimson Horizon 16. UNDO 17. Revelry!!! | 朝倉みずほ 仲野珠梨 美月柚香 宇佐美萌 柳沢あやの カイ                                    |
| 3 | 2016年2月17日  | BEYOND         | 1. ヴァント! 2. ホーネット'98 3. 憂鬱のグロリア 4. The Victim 5. Cold Flavor 6. Manic Panic 7. すなっちゃん・なっぽー 8. いんざれいん、いんざだあく 9. Cherry 10. BEYOND 11. Mr. メルシー 12. チャッピー 13. ROOM 24-7 14. 或いはドライブミュージック 15. asthma 16. ぼくらは生きてる                                      | 朝倉みずほ 宇佐美萌 柳沢あやの カイ 甘楽 仮眠玲菜 すなっちゃん・なっぽー MV ROOM 24-7 MV |
| 4 | 2016年8月16日  | BEST BRGH      | 1. the Edge of Goodbye 2. GIGABITE 3. ホーネット’98 4. 夏のアッチェレランド 5. ボクらのWednesday 6. Room 24-7 7. アイスクリーム 8. Starlight Sorrow 9. ダーリン 10. Crimson Horizon 11. サーカス＆恋愛相談 12. rainy dance 13. asthma 14. クロノスの鎌 15. c.a.n.d.y.                                                      | 朝倉みずほ 柳沢あやの カイ 甘楽 仮眠玲菜 【TextAlive】 asthma 【TextAlive】 ROOM 24-7    |

### コンピレーション・アルバム
- Our Shining Idol 今君に会いたい（2013年3月27日） 【AVCD-38666】
  - 「ダーリン」収録

### DVD
| # | 発売日        | タイトル                                                 | 収録映像 | 特典                                                                                         |
| - | ------------- | -------------------------------------------------------- | --- | -------------------------------------------------------------------------------------------- |
| 1 |               | BELLRING少女ハート 2014 LIVE IN SHINJUKU LOFT&ROCKMAYKAN | 2014年12月11日 新宿LOFTで行われたLIVE18曲と、2014年10月18日 目黒鹿鳴館で行われたLIVE3曲入り | [特典映像]ダンス教本3曲入り                                                                  |
| 2 | 2016年1月2日  | 鐘鈴少女心 〜BELLRING少女ハート・台湾単独公演〜          | DISC A：TIRA卒業ワンマン 21曲 DISC B：台湾ブラブラツアー 15.9.12 夏の魔物 藤城アンナ在籍最終公演 |                                                                                              |
| 3 | 2016年3月27日 | もえちまつり Bellmont High                               | DISC A：もえち卒業ライブVOL.3(16.2.1 渋谷WWW) 28曲 DISC B：もえち卒業ライブVOL.3アンコール 4曲/その後 もえち卒業ライブVOL.1(16.1.29 目黒鹿鳴館) 2曲 もえち卒業ライブVOL.2(16.1.31 代官山UNIT)トークコーナー/ 5曲 [MV]すなっちゃん・なっぽー/ROOM24-7 | 副音声として宇佐美萌のオーディオコメンタリー収録 [予約特典]DVD-R「一般人・宇佐美萌とデート」 |
| 4 | 2016年11月3日 | 三部作ワンマンQ・B・K 『Q』                              | 2016年1月2日 Zepp TOKYOで行われたワンマン『Q』全35曲収録。 | 副音声で柳沢あやの、カイ、甘楽のオーディオコメンタリー入り。                                 |
| 5 | 2016年11月3日 | 三部作ワンマンQ・B・K 『B』                              | 2016年4月30日 TOKYO DOME DITY HALLで行われたワンマン『B』全38曲収録。 | 副音声で朝倉みずほ、仮眠玲菜のオーディオコメンタリー入り。                                   |

### 写真集
- AROUND THE WORLD（2016年12月30日）発売：ロフトブックス　A3サイズ/24ページ/DVD付　撮影：金子山、池田敬太
   DVDには2016年10月12日に新宿LOFTで行われたワンマン『AROUND THE WORLD』を収録。
- 暗闇から手をのばせ（2017年11月19日）発行・発売：silverbooks A5変形サイズ/512ページ　撮影：小野啓

## 主なライブ活動

### ワンマンライブ
| 日時           | 場所                              | タイトル                                           | 備考 |
| -------------- | --------------------------------- | -------------------------------------------------- | --- |
| 2013年4月14日  | SHIBUYA WWW                       | ボクらのAnniversary                                | OA：BELLRING中年ハート ゲスト：BIKKE（TOKYO No.1 SOUL SET） |
| 2014年6月8日   | 渋谷CLUB QUATTRO                  | Stepping Stone                                     | OA：BELLRING中年ハート ゲスト：HELクライム |
| 2015年8月16日  | 台湾 THE WALL                     | 鐘鈴少女心                                         | 初期メンバーTIRAの卒業公演 |
| 2016年1月2日   | ZEPP TOKYO                        | Q                                                  | 三部作ワンマンQBKシリーズ第一弾。QBKとは(急に)(ベルハーが)(来た！)の略。 |
| 2016年2月27日  | ZEPP SAPPORO                      | BELLRING少女ハートZ                                | |
| 2016年3月5日   | 鹿児島Speed King                  | Great Nap                                          | |
| 2016年4月30日  | Tokyo Dome City Hall              | B                                                  | 三部作ワンマンQBKシリーズ第二弾 |
| 2016年5月7日   | 渋谷WWW                           | 絶望音楽祭                                         | Bの半券チケット提示で集合チェキ2枚無料の特典あり |
| 2016年7月24日  | 渋谷WWW                           | 絶望音楽祭２                                       | OA：ヤなことそっとミュート 紙チケットに「また対バン相手が決まらなかったよ。。」と印字されており、仕方なくワンマンになった模様。 1万円の生誕チケットを買った客をメンバーが祝う”ヲタちゃん生誕”がこの日からスタート。 |
| 2016年10月12日 | 新宿LOFT                          | AROUND THE WORLD                                   | 写真集「AROUND THE WORLD」発売記念ライブ。 |
| 2016年12月22日 | 赤坂BLITZ                         | BABEL                                              | 会場にて8thシングル「Spine EP」と写真集「AROUND THE WORLD」を先行販売。 |
| 2016年12月25日 | 新宿MARZ                          | Bellcheki Reverse & Live                           | メンバー3人がインフルエンザの為、朝倉みずほと柳沢あやのの2人だけで行われたワンマン。LIVE後は預けチェキお渡し会を兼ねた長めのチェキ会が行われた。                                                                    |
| 2016年12月27日 | 渋谷WWW X                         | BELLRING少女ハート追加ワンマン絶望音楽祭 THE FINAL | 甘楽がインフルから復帰し、奇しくもベルハーを卒業する3人でのワンマンとなった。延期していた甘楽生誕祭も行われた。 |
| 2016年12月31日 | TSUTAYA O-nest (旧SHIBUYA O-nest) | HELLO WORLD                                        | 活動休止前最後のワンマンライブ。同ライブをもって朝倉みずほ、柳沢あやの、甘楽の3名が卒業。 |

### 月イチ定期主催「からふりゅ」
| #                     | 日時           | 場所      | ゲスト                                                        | 備考                                              |
| --------------------- | -------------- | --------- | ------------------------------------------------------------- | ------------------------------------------------- |
| vol.1                 | 2013年05月12日 | 鹿鳴館    | 柊木りお さっちゃん                                           | -                                                 |
| vol.2                 | 2013年06月08日 | 鹿鳴館    | いずこねこ 柊木りお 青山☆聖ハチャメチャハイスクール           | -                                                 |
| vol.3 昼の部          | 2013年08月25日 | 鹿鳴館    | みきちゅ さっちゃん THIS IS PANIC                             | -                                                 |
| vol.3 夜の部          | 2013年08月25日 | 鹿鳴館    | the milky tangerine みきちゅ THIS IS PANIC イッチー＆アーヤン | -                                                 |
| vol.4                 | 2013年10月20日 | 鹿鳴館    | ゆるめるモ! TAKENOKO▲                                         | -                                                 |
| vol.5                 | 2013年11月04日 | 鹿鳴館    | 2& ゆるめるモ! HONDALADY DOTAMA                               | -                                                 |
| vol.6                 | 2013年12月22日 | 鹿鳴館    | THIS IS PANIC ナト☆カン Loveit!                               | お昼に500円イベント「べるらびちゃん」             |
| vol.7                 | 2014年01月11日 | 鹿鳴館    | Starmarie CoverGirls さっちゃん                               | お昼に500円イベント「鐘蜜（かねみつ）」           |
| vol.8                 | 2014年02月11日 | 鹿鳴館    | 3776                                                          | 朝倉みずほ病欠                                    |
| vol.9                 | 2014年03月15日 | Glad      | asfi ゆるめるモ! 妄想キャリブレーション                       | お昼に500円イベント「ゆるりん」                   |
| vol.10                | 2014年04月27日 | 鹿鳴館    | ナト☆カン みきちゅ                                            | お昼に500円イベント「べる☆かん」                  |
| vol.11                | 2014年05月03日 | 鹿鳴館    | TAKENOKO▲ C-Style                                             | -                                                 |
| vol.12                | 2014年07月26日 | 鹿鳴館    | RYUKYU IDOL 月と太陽 あヴぁんだんど                           | お昼に500円イベント「鐘と月と太陽と鈴と少女と心」 |
| vol.13                | 2014年08月24日 | 鹿鳴館    | Escalator or Elavetor ゆるめるモ! PassCode                    | お昼に500円イベント「べるこーど!」                |
| vol.14                | 2014年09月21日 | 鹿鳴館    | Especia せのしすたぁ                                          | -                                                 |
| vol.15                | 2014年11月23日 | 鹿鳴館    | Party Rockets まなみのりさ                                    | -                                                 |
| SP                    | 2015年01月02日 | 赤坂BLITZ | Maison book girl(OA) 妄想キャリブレーション ライムベリー      | -                                                 |
| vol.16〜Shigeru充10〜 | 2015年2月28日  | 鹿鳴館    | テンテンコ ANNA☆S                                             | -                                                 |

### 新 月イチ定期主催「消エル赤血球」
| #      | 日時          | 場所         | ゲスト                                                            | 備考 |
| ------ | ------------- | ------------ | ----------------------------------------------------------------- | ---- |
| 第一回 | 2015年5月24日 | 新宿LOFT     | ゆるめるモ! じゅじゅ                                              | -    |
| 第二回 | 2015年6月27日 | 下北沢GARDEN | BiSH RYUKYU IDOL                                                  | -    |
| 第三回 | 2015年7月26日 | 新宿LOFT     | STARMARIE ANNA☆S                                                  | -    |
| 第四回 | 2015年8月23日 | 赤坂BLITZ    | バンドじゃないもん! さっちゃん アイドルネッサンス ゆるめるモ! POP | -    |
| 第五回 | 2015年9月18日 | 下北沢GARDEN | Maison book girl 校庭カメラガール Stereo Tokyo                    | -    |

### 2ndアルバム「UNDO THE UNION」リリース企画「黒い羽集金ツアー」
| 日時               | 場所            | 備考 |
| ------------------ | --------------- | ---- |
| 2014年12月26日(金) | 札幌 COLONY     | -    |
| 2015年01月09日(金) | 仙台 MACANA     | -    |
| 2015年01月16日(金) | 大阪 MUSE       | -    |
| 2015年01月23日(金) | 東京 LIQUIDROOM | -    |

### 朝倉みずほ・柳沢あやの卒業&BELLRING少女ハート活動休止直前企画『Shallow Grave』
| 日時               | 場所                 | 公演名                   | ゲスト                          | 備考 |
| ------------------ | -------------------- | ------------------------ | ------------------------------- | --- |
| 2016年11月14日(月) | SHIBUYA WWW X        | 「BELL / BOOK」          | Maison book girl                | |
| 2016年11月15日(火) | SHIBUYA WWW X        | 「ベルスク」             | Lyrical School                  | |
| 2016年11月16日(水) | SHIBUYA WWW X        | 「ベルミュー」           | ヤなことそっとミュート 橋爪もも | |
| 2016年12月1日(木)  | SHIBUYA CULB QUATTRO | 「ベルハーなりの甲子園」 | KOTO MAPLEZ じゅじゅ 二丁ハロ   | 物販ガチャガチャにて新作缶バッチ発売。全10種類。 |
| 2016年12月5日(月)  | SHIBUYA WWW X        | 「ベルめるモ！」         | ゆるめるモ!                     | コラボTシャツとコラボ缶バッジを販売 |
| 2016年12月7日(水)  | 目黒 鹿鳴館          | 「ベルホロ」             | おやすみホログラム              | |
| 2016年12月19日(月) | SHIBUYA WWW X        | 「ベルベリー」           | ライムベリー                    | |
| 2016年12月23日(金) | 新宿LOFT             | 「ベルバンギャルハート」 | アーバンギャルド                | 甘楽がインフルエンザで欠席。LOFT側が甘楽の誕生日(12月24日)用に作っていた大きな写真パネルを後ろに置いてLIVE。                                                                              |
| 2016年12月25日(日) | 新宿MARZ             | 「ベルナロ」             | 3776                            | 甘楽、カイ、仮眠玲奈がインフルエンザによる体調不良で欠席、朝倉みずほ、柳沢あやのの2人編成でのライブとなった。3776(井出ちよの)は自作のベルハーコスで登場。ラストにc.a.n.d.y.をコラボした。 |
| 2016年12月31日(土) | TSUTAYA O-nest       | 「BELL / CODE」          | PassCode                        | - |

## 出演

### テレビ
- LOST IN TOKYO（2014年3月31日、NHK総合テレビ）
- ビートたけしのTVタックル（2014年6月23日、テレビ朝日）
- アイドルお宝くじ（2015年1月17日/4月2日、テレビ朝日/BS朝日)
- アイドルお宝くじLIVE（2015年2月21日、CSテレ朝チャンネル１)
- 魁！ミュージック（2016年8月22日、フジテレビ) 「DJ KOO、TOKYO IDOL FESTIVALに潜入！延長戦」コーナー内

### インターネット放送
- JGO #19（2014年8月6日、 DOMMUNE）
- AbemaPrime（2016年5月16日、AbemaTV）
- AbemaPrime「100回記念３時間大反省会SP」（2016年8月29日、AbemaTV)

### 映画
- モラトリアム（2012年）
- BELLRING少女ハートの6次元ギャラクシー（2014年、TRASH-UP!!）

### ラジオ
- BELLRING少女ハートのオールナイトニッポンモバイル（2014年3月26日、ニッポン放送 Raditalサイト・アプリ等で配信）
- みずほのほ 〜ベルハー放送局〜（2016年4月 - 12月、FM北海道） - メインパーソナリティ（朝倉） [42]
- ボクらのウエンズテイ（2016年4月 - 12月、FMヨコハマ） - メインパーソナリティ（柳沢、仮眠）
- まよなかレコード（2017年1月 - 、FMヨコハマ） - メインパーソナリティ（仮眠（「有坂玲菜」に改名後も「仮眠玲菜」名義で出演していた））

## 雑誌
- 『TRASH-UP!!』vol.15（大特集：BELLRING少女ハート）
- 『BUBKA(ブブカ)』（白夜書房）2013年10月号　2013年最高峰のアイドルグループ超入門
- 『BUBKA(ブブカ)』（白夜書房）2014年1月号　全国アイドル最新カタログ「ライブアイドル a go go!」BELLRING少女ハート 台湾公演特別レポート
- MARQUEE（Vol.99：2013年10月12日発行 - Vol.104：2014年8月10日発行 連載企画）
- 『smart』（宝島社）「BELLRING少女ハートを知ってるかい？」2015年5月24日発売号 - 2016年4月24日発売号
- 『WWB(ワイワイブック)2016』　表紙・巻頭ページ[ラスト少女ハート！] 撮影：金子山　2016年12月28日発売
- 『BUBKA(ブブカ)』（白夜書房）2017年1月号　田中紘治×吉田豪「いまBELLRING少女ハートに何が起こっているのか？」

### Twitter
- BELLRING少女ハート：公式 (@BRGHead) - X
- 葵みと (@mito_BRGH) - X
- 東雲こずゑ (@kozue_BRGH) - X
- 瀬名姫羽 (@himeha_BRGH) - X
- 服部つばめ (@tsubame_BRGH) - X

### Instagram
- BELLRING少女ハート (@bellringgirlsheart_official) - Instagram
- 葵みと (@mito_brgh) - Instagram
- 東雲こずゑ (@kozue_brgh) - Instagram
- 瀬名姫羽 (@himeha_brgh) - Instagram
- 服部つばめ (@tsubame_brgh) - Instagram

### インタビュー記事
- INTERVIEW : 田中紘治(BELLRING少女ハート ディレクター) - OTOTOY （2013年6月24日）
- 異色のサウンドと未成熟でキュートな歌声が話題! BELLRING少女ハートが1stアルバム『BedHead』をリリース! - CDJournal.com （2013年8月19日）
- 其の三 BELLRING少女ハート・朝倉みずほインタビュー「それでも私は大人になったら、絶対に二重まぶたになると思うんですよ!」 - CINRA.NET (2013年6月24日)
- BELLRING少女ハート、新メンバー初インタビュー - OTOTOY （2013年9月6日）
- 「UNDO THE UNION」発売インタビュー - ナタリー（2015年3月16日）
- BELLRING少女ハート 祝・3周年 INTERVIEW : 田中紘治 - OTOTOY （2015年3月16日）